# Santa Lucía Milpas Altas
Santa Lucía Milpas Altas è un comune del Guatemala facente parte del dipartimento di Sacatepéquez.
L'abitato venne fondato da Francisco de Monterroso nel 1824.